# Змеёвка (Гавриловский район)
Змеёвка — деревня в Гавриловском районе Тамбовской области России. Входит в состав Булгаковского сельсовета.

## География
Деревня находится в восточной части Тамбовской области, в лесостепной зоне, в пределах Приволжской возвышенности, на расстоянии примерно 16 километров (по прямой) к северо-западу от села Гавриловка 2-я, административного центра района. Абсолютная высота — 195 метров над уровнем моря.

### Климат
Климат умеренно континентальный, относительно сухой, с холодной продолжительной зимой и тёплым летом. Средняя температура воздуха самого холодного месяца (января) — −11,3 °C (абсолютный минимум — −43 °C); самого тёплого месяца (июля) — 19,7 °C (абсолютный максимум — 39 °С). Среднегодовое количество атмосферных осадков составляет около 500 мм. Продолжительность залегания снежного покрова составляет в среднем 140 дней.

### Часовой пояс
Деревня Змеёвка, как и вся Тамбовская область, находится в часовой зоне МСК (московское время). Смещение применяемого времени относительно UTC составляет +3:00.

## Население
| 2002 | 2010 |
| ---- | ---- |
| 133  | ↘106 |

### Половой состав
По данным Всероссийской переписи населения 2010 года в гендерной структуре населения мужчины составляли 41,5 %, женщины — соответственно 58,5 %.

### Национальный состав
Согласно результатам переписи 2002 года, в национальной структуре населения русские составляли 99 % из 133 чел.